# وكالة الاستخبارات الباكستانية
وكالة الاستخبارات الباكستانية (الأردية: بین الخدماتی استخبارات, رومنة: bain-al-xidmātī istixbārāt)، هي وكالة الإستخبارات الرئيسية والرسمية في باكستان، أسست سنة 1948م، بعد إنشاء جمهورية باكستان الإسلامية، وكانت مهمة الإستخبارات العسكرية هي ملاحقة الجواسيس وعناصر تهدد أمن باكستان.
وشهدت تنسيقاً مشتركاً بين المخابرات الأمريكية والباكستانية، وذلك من خلال مطاردة الجماعات المسلحة وحركة طالبان، ومنع تهريب المخدرات. أُنشأت المخابرات الباكستانية (isi) عام 1948، بعد الحرب الهندية الباكستانية عام 1947، يملك الجهاز عدة وكلاء في جميع انحاء العالم منها في العالمين العربي والإسلامي، ويُقدر عدد موظفيه بـ 10,000 موظف، وقد خاض الجهاز عدة تجارب سرية لاقت نجاحاً، يعمل الجهاز جنباً إلى جنب مع مكتب المخابرات الباكستاني (ib) والمخابرات العسكرية الباكستانية (mi) ومهمته جمع المعلومات وتنفيذ العمليات السرية وتوفير الأمن القومي ولاسيما في الأوقات الحرجة.

## وصلات خارجية
- Inter-Services Intelligence Official Website
- Pakistan Security Research Unit (PSRU)